# Oligostigma
Oligostigma är ett släkte av fjärilar som beskrevs av Achille Guenée 1854. Enligt Catalogue of Life ingår Oligostigma i familjen Crambidae, men enligt Dyntaxa är tillhörigheten istället familjen mott.

## Bildgalleri

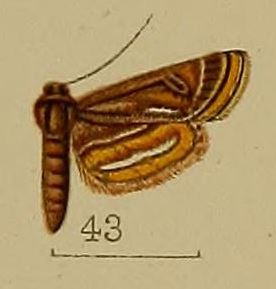

## Dottertaxa tillOligostigma, i alfabetisk ordning[1][2]
- Oligostigma adrianalis
- Oligostigma andeolalis
- Oligostigma argyrilinale
- Oligostigma argyrotoxalis
- Oligostigma aristodora
- Oligostigma bambesensis
- Oligostigma barbararcha
- Oligostigma bifurcale
- Oligostigma bilinealis
- Oligostigma bipunctalis
- Oligostigma camptozonale
- Oligostigma candidalis
- Oligostigma centrimacula
- Oligostigma chrysota
- Oligostigma discipunctale
- Oligostigma ducalis
- Oligostigma ectogonalis
- Oligostigma electrale
- Oligostigma excisa
- Oligostigma exhibitalis
- Oligostigma flavialbalis
- Oligostigma flavimarginalis
- Oligostigma flavipictalis
- Oligostigma fulvicolor
- Oligostigma fumibasalis
- Oligostigma fuscalis
- Oligostigma grisealis
- Oligostigma hapilista
- Oligostigma irisalis
- Oligostigma juncealis
- Oligostigma latifascialis
- Oligostigma leucomma
- Oligostigma melanodes
- Oligostigma minutale
- Oligostigma niveinotatum
- Oligostigma occidentalis
- Oligostigma odrianalis
- Oligostigma orphninalis
- Oligostigma peruviensis
- Oligostigma piperitalis
- Oligostigma polydectalis
- Oligostigma praestabilis
- Oligostigma profusalis
- Oligostigma purifactalis
- Oligostigma rufiterminalis
- Oligostigma semimarginale
- Oligostigma syagrusalis
- Oligostigma szechuanalis
- Oligostigma tigrinale
- Oligostigma tripletale